# Claudio Verino
Claudio Alberto Verino (Rosario, Provincia de Santa Fe, Argentina; 31 de enero de 1984) es un futbolista argentino. Juega como marcador central y su primer equipo fue San Miguel. Actualmente milita en Juventud Unida de la Primera C.

## Clubes
| Club                      | País      | Año       |
| ------------------------- | --------- | --------- |
| San Miguel                | Argentina | 2004      |
| Unión de Santa Fe         | Argentina | 2005-2006 |
| Tristán Suárez            | Argentina | 2006-2007 |
| Atlanta                   | Argentina | 2007-2008 |
| Tristán Suárez            | Argentina | 2008      |
| FC Inter Turku            | Finlandia | 2009      |
| Colegiales                | Argentina | 2010-2011 |
| Douglas Haig de Pergamino | Argentina | 2011-2012 |
| Sportivo Belgrano         | Argentina | 2013-2015 |
| Atlanta                   | Argentina | 2016      |
| Sarmiento de Resistencia  | Argentina | 2016-2017 |
| Chaco For Ever            | Argentina | 2017-2021 |
| Sacachispas               | Argentina | 2021      |
| Sportivo Belgrano         | Argentina | 2022      |
| Fénix                     | Argentina | 2023-2024 |
| Juventud Unida            | Argentina | 2024-Act. |

## Palmarés

### Campeonatos nacionales
| Título             | Club         | País      | Año  |
| ------------------ | ------------ | --------- | ---- |
| Torneo Argentino A | Douglas Haig | Argentina | 2012 |

### Otros logros
| Título                        | Club              | País      | Año  |
| ----------------------------- | ----------------- | --------- | ---- |
| Ascenso a la B Nacional       | Sportivo Belgrano | Argentina | 2013 |
| Ascenso a la Primera Nacional | Sacachispas       | Argentina | 2021 |